# Таллиндер, Хенрик
Хенрик Таллиндер (швед. Henrik Tallinder; род. 10 января 1979, Стокгольм, Швеция) — шведский хоккеист, защитник клуба ТПС, выступающего в Финской лиге (Liiga).

## Награды
- Чемпион мира в составе сборной Швеции (2013).
- Серебряный призёр Олимпийских игр (2014).
- Серебряный призёр юниорского чемпионата Европы (1997).
- Чемпион Финляндии (2001).
- Участник матча молодых звёзд НХЛ (2003).

## Статистика
По состоянию на 29 апреля 2013 года
```
                                            --- Regular Season ---  ---- Playoffs ----
Season   Team                        Lge    GP    G    A  Pts  PIM  GP   G   A Pts PIM
--------------------------------------------------------------------------------------
1996-97  AIK Solna                   SEL     1    0    0    0    0  --  --  --  --  --
1997-98  AIK Solna                   SEL    34    0    0    0   26
1998-99  AIK Solna                   SEL    36    0    0    0   30  --  --  --  --  --
1999-00  AIK Solna                   SEL    50    0    2    2   59
2000-01  TPS Turku                   FNL    56    5    9   14   62  10   2   1   3   8
2001-02  Rochester Americans         AHL    73    6   14   20   26   2   0   0   0   0
2001-02  Buffalo Sabres              NHL     2    0    0    0    0  --  --  --  --  --
2002-03  Buffalo Sabres              NHL    46    3   10   13   28  --  --  --  --  --
2003-04  Buffalo Sabres              NHL    72    1    9   10   26  --  --  --  --  --
2004-05  Linkoping HC                SEL    44    6   10   16   63  --  --  --  --  --
2004-05  Bern                        Swiss  --   --   --   --   --  10   1   1   2   4
2005-06  Buffalo Sabres              NHL    82    6   15   21   74  14   2   6   8  16
2006-07  Buffalo Sabres              NHL    17    4   10   14   34  16	 0   2	 2  10
2007-08	 Buffalo Sabres	             NHL    71	  1   17   18	48  --  --  --  --  --
2008-09	 Buffalo Sabres	             NHL    66	  1   11   12	36  --  --  --  --  --
2009-10	 Buffalo Sabres	             NHL    82	  4   16   20	32   6	 0   2	 2   2
2010-11	 New Jersey Devils	     NHL    82	  5   11   16	40  --  --  --  --  --
2011-12	 New Jersey Devils	     NHL    39	  0    6    6	16   3   0   0   0   0
2012-13	 New Jersey Devils	     NHL    25    1    3    4   10  --  --  --  --  --
--------------------------------------------------------------------------------------
         NHL Totals                        614   26  108  134  344  39   2  10  12  28

```